# Нижняя Пузла
Нижняя Пузла (Пузла) — река в России, течёт по территории Удорского района Республики Коми и Лешуконского района Архангельской области. Правый приток реки Мезень.
Длина реки составляет 58 км.
Притоки (км от устья):
- 10 км: река без названия[3];
- 17 км: река Визинга[3];
- 37 км: река Чёрная[3];
- 43 км: река без названия[3];
- 46 км: река без названия[3].

## Данные водного реестра
По данным государственного водного реестра России, относится к Двинско-Печорскому бассейновому округу, водохозяйственный участок реки — Мезень от истока до водомерного поста у деревни Малонисогорская, речной подбассейн отсутствует. Речной бассейн реки — Мезень.
Код объекта в государственном водном реестре — 03030000112103000043179.